# Supercupa României 1999
Supercupa României 1999 a fost cea de-a 4-a ediție a Supercupei României. Meciul a avut loc pe Stadionul Național „Lia Manoliu” între câștigătoarea Diviziei A, Rapid București și câștigătoarea Cupei României, Steaua București. Rapid a câștigat meciul cu 5-0, după ce Sergiu Radu a marcat un hat-trick și Marius Măldărășanu o dublă.

## Detaliile meciului
| 7 octombrie 2002 20:45 | Rapid București                                   | 5 - 0 | Steaua București | Stadionul Național, București Arbitru: Viorel Anghelinei (Galați) |
| 7 octombrie 2002 20:45 | Sergiu Radu 3' 69' 72' Marius Măldărășanu 25' 89' |       |                  | Stadionul Național, București Arbitru: Viorel Anghelinei (Galați) |

| Rapid București | Steaua București |

| RAPID:         |   |                       |     |     |
|                |   |                       |     |     |
| P              | ? | Marius Bratu          |     |     |
| ?              | ? | Mugur Bolohan         | 40' |     |
| ș              | ? | Daniel Chiriță        |     |     |
| ?              | ? | Nicolae Stanciu       |     |     |
| ?              | ? | Dorel Mutică          |     |     |
| ?              | ? | Marius Măldărășanu    | 66' |     |
| ?              | ? | Danuț Lupu            |     |     |
| ?              | ? | Narcis Răducan        |     | 60' |
| ?              | ? | Ionuț Voicu           | 34' |     |
| ?              | ? | Ovidiu Maier          |     | 54' |
| ?              | ? | Sergiu Radu           |     | 72' |
| Rezerve:       |   |                       |     |     |
| ?              | ? | Sorin Oncică          |     | 54' |
| ?              | ? | Constantin Schumacher |     | 60' |
| ?              | ? | Dumitru Târtau        |     | 72' |
| Antrenor:      |   |                       |     |     |
| Mircea Lucescu |   |                       |     |     |

| STEAUA:      |   |                      |     |     |
|              |   |                      |     |     |
| P            | ? | Dumitru Hotoboc      |     |     |
| ?            | ? | George Ogăraru       |     |     |
| ?            | ? | Alexandru Zotincă    |     |     |
| ?            | ? | Marius Baciu         |     |     |
| ?            | ? | Valeriu Bordeanu     |     |     |
| ?            | ? | Ionuț Luțu           |     |     |
| ?            | ? | Erik Lincar          |     |     |
| ?            | ? | Ionel Dănciulescu    |     |     |
| ?            | ? | Marius Iordache      | 40' | 62' |
| ?            | ? | Cristian Ciocoiu     |     |     |
| ?            | ? | Marius Luca          |     |     |
| Rezerve:     |   |                      |     |     |
| ?            | ? | Laurențiu Reghecampf |     | 62' |
| Antrenor:    |   |                      |     |     |
| Emeric Jenei |   |                      |     |     |

| Oficialii meciului - Arbitri asistenți: - Aurel Iordăchescu - Ion Mureșan - Al patrulea arbitru: Jucătorul meciului | Reguli - 90 minute - ?apte jucători pe banca de rezervă - Maxim trei înlocuiri |